# Индийский институт технологии

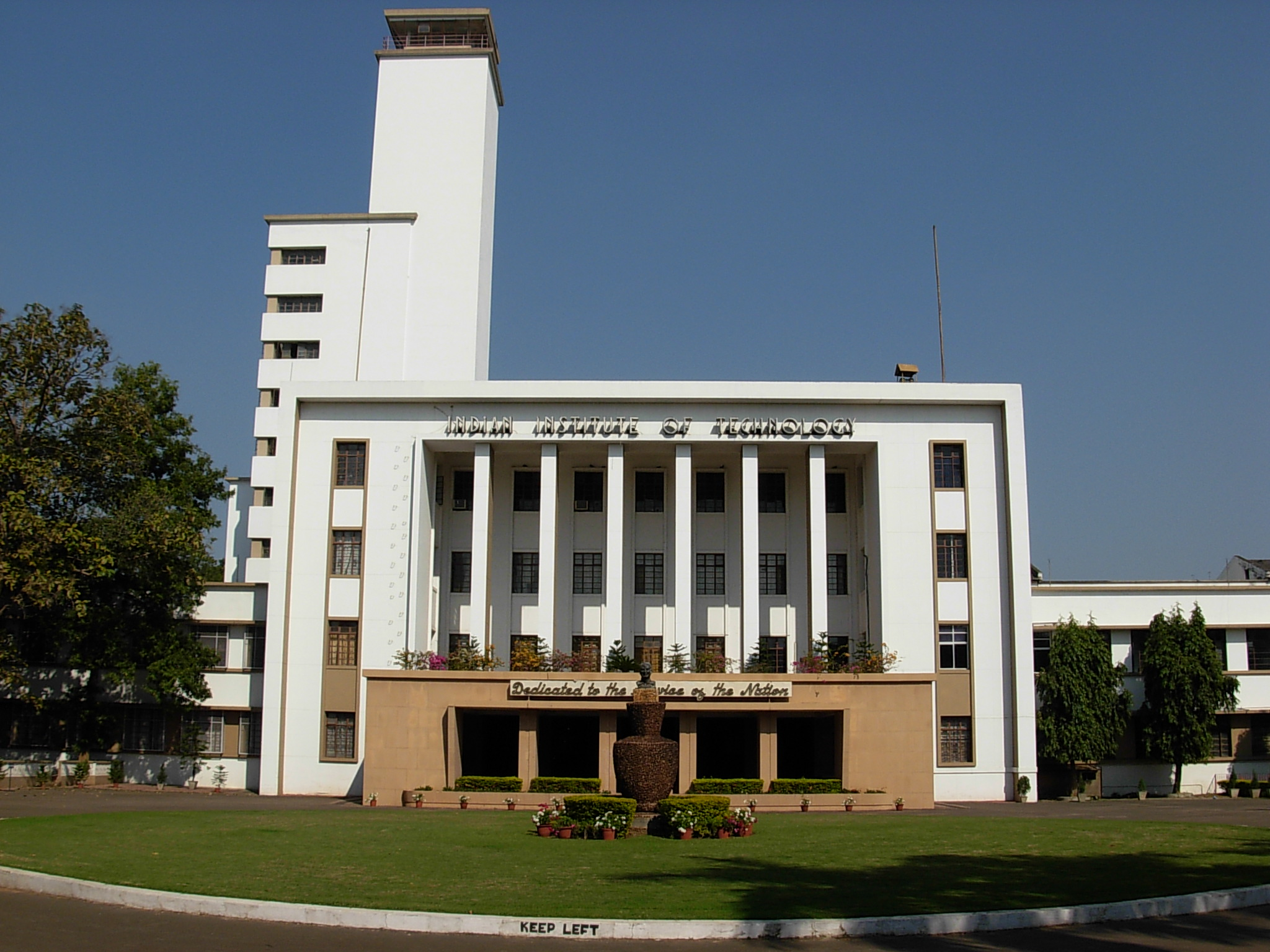
Главное здание ИИТ Харагпур

Индийский институт технологий (IITs) — группа из пятнадцати автономных инженерно ориентированных высших учебных заведений в Индии. Большинство из них созданы в начале 1950-х и 1960-х годах, как институты национального значения через специальные акты индийского парламента. Они расположены в городах: Харагпур, Мумбай, Мадрас, Канпур, Дели, Гувахати и Рурки и др.
Первый институт ИИТ был создан в 1951 году, в Харагпуре (близ Калькутты) в штате Западная Бенгалия. Он имеет 29 академических департаментов, центров и школ, расположенных на площади в 8,5 км кампусе, что представляет собой самостоятельный городок с численностью населения в 15 000 человек, имеет около 450 преподавателей, 2 200 сотрудников, 3 000 студентов и 2 500 аспирантов. Студенты живут в 17 общежитиях.
Всего около 300 000 студентов приступают ежегодно к занятиям в Индийском институте технологии. По состоянию на 2018 год общее количество мест для программ бакалавриата во всех ИИТ составляет 11 279.

## Список институтов
| №  | название        | сокращения | основание | установление (как ИИТ) | площадь кампуса | штат              |
| -- | --------------- | ---------- | --------- | ---------------------- | --------------- | ----------------- |
| 1  | ИИТ Харагпур    | IITKGP     | 1951      | 1951                   | 2100 акров      | Западная Бенгалия |
| 2  | ИИТ Бомбей      | IITB       | 1958      | 1958                   | 550 акров       | Махараштра        |
| 3  | ИИТ Мадрас      | IITM       | 1959      | 1959                   | 617 акров       | Тамилнад          |
| 4  | ИИТ Канпур      | IITK       | 1959      | 1959                   | 1100 акров      | Уттар-Прадеш      |
| 5  | ИИТ Дели        | IITD       | 1961      | 1963                   | 325 акров       | Дели              |
| 6  | ИИТ Гувахати    | IITG       | 1994      | 1994                   | 700 акров       | Ассам             |
| 7  | ИИТ Рурки       | IITR       | 1847      | 2001                   | 365 акров       | Уттаракханд       |
| 8  | ИИТ Ропар       | IITRPR     | 2008      | 2008                   | 501 акров       | Пенджаб           |
| 9  | ИИТ Бхубанешвар | IITBBS     | 2008      | 2008                   | 936 акров       | Орисса            |
| 10 | ИИТ Гандхинагар | IITGN      | 2008      | 2008                   | 400 акров       | Гуджарат          |
| 11 | ИИТ Хайдарабад  | IITH       | 2008      | 2008                   | 576 акров       | Телингана         |
| 12 | ИИТ Джодхпур    | IITJ       | 2008      | 2008                   | 852 акров       | Раджастхан        |
| 13 | ИИТ Патна       | IITP       | 2008      | 2008                   | 501 акров       | Бихар             |
| 14 | ИИТ Индор       | IITI       | 2009      | 2009                   | 515 акров       | Мадхья-Прадеш     |
| 15 | ИИТ Манди       | IITMandi   | 2009      | 2009                   | 538 акров       | Химачал-Прадеш    |
| 16 | ИИТ Варанаси    | IIT (BHU)  | 1919      | 2012                   | 1300 акров      | Уттар-Прадеш      |
| 17 | ИИТ Палаккад    | IITPKD     | 2015      | 2015                   | 505 акров       | Керала            |
| 18 | ИИТ Тирупати    | IITTP      | 2015      | 2015                   | 500 акров       | Андхра-Прадеш     |
| 19 | ИИТ Дханбад     | IIT (ISM)  | 1926      | 2016                   | 393 акров       | Джаркханд         |
| 20 | ИИТ Бхилаи      | IITBH      | 2016      | 2016                   | 432 акров       | Чхаттисгарх       |
| 21 | ИИТ Гоа         | IITGOA     | 2016      | 2016                   | 320 акров       | Гоа               |
| 22 | ИИТ Джамму      | IITJM      | 2016      | 2016                   | 400 акров       | Джамму и Кашмир   |
| 23 | ИИТ Дхарвад     | IITDH      | 2016      | 2016                   | 470 акров       | Карнатака         |

## История
История системы ИИТ восходит к 1946 году, когда Джогендра Сингх из Исполнительного совета вице-короля создал комитет, задачей которого было рассмотреть вопрос о создании Высших технических институтов для послевоенного промышленного развития Индии. Комитет из 22 членов, возглавляемый Налини Ранджаном Саркаром, рекомендовал создать эти учреждения в различных частях Индии, по аналогии с Массачусетским технологическим институтом, с филиалами средних учебных заведений.
Первый Индийский технологический институт был основан в мае 1950 года на территории лагеря для задержанных Хиджли в Харагпуре (Западная Бенгалия). Название «Индийский технологический институт» было принято до официального открытия института 18 августа 1951 года Мауланой Абу-ль-Каламом Азадом. 15 сентября 1956 года парламент Индии принял Закон об Индийском технологическом институте в Харагпуре, объявив его Институтом национального значения. Джавахарлал Неру, первый премьер-министр Индии в обращении к первому созыву ИИТ в Харагпуре в 1956 году сказал: «Здесь, на месте этого лагеря для задержанных Хиджли, стоит прекрасный памятник Индии, представляющий стремление Индии, будущее Индии в процессе становления. Эта картина кажется мне символической для перемен, которые идут в Индии.»
По рекомендациям Саркарского комитета четыре кампуса были созданы в Бомбее (1958 г.), Мадрасе (1959 г.), Канпуре (1959 г.) и Дели (1961 г.). Расположение этих кампусов было выбрано так, чтобы они были разбросаны по всей Индии, чтобы предотвратить региональный дисбаланс. В Закон об индийских технологических институтах были внесены поправки, отражающие добавление новых учебных заведений. Студенческие волнения в штате Ассам заставили премьер-министра Раджива Ганди пообещать создание нового ИИТ в Ассаме. Это привело к созданию шестого учреждения в Гувахати в соответствии с Ассамским соглашением в 1960 году. В 2001 году Университет Рурки, старейший инженерный колледж Индии, был преобразован в ИИТ Рурки.
За последние несколько лет произошел ряд изменений в направлении создания новых ИИТ. 1 октября 2003 года премьер-министр Атал Бихари Ваджпаи объявил о планах создания большего количества ИИТ «путем модернизации существующих академических учреждений, обладающих необходимыми перспективами и потенциалом». Последующие события привели к формированию в ноябре 2003 года комитета S K Joshi для руководства выбором пяти учреждений, которые будут преобразованы в ИИТ. На основании первоначальных рекомендаций Комитета Саркар было решено распространить новые ИИТ по всей стране. Когда правительство выразило готовность исправить этот региональный дисбаланс, 16 штатов потребовали создания ИИТ на их территории. Поскольку Комитет S K Joshi предписывал строгие правила для учреждений, стремящихся войти в систему ИИТ, только семь учебных заведений были отобраны для окончательного рассмотрения. Также сообщалось о планах открытия ИИТ за пределами Индии, хотя в этом вопросе не было достигнуто большого прогресса. В конечном итоге в 11-м пятилетнем плане были определены восемь штатов для создания новых ИИТ. В 2008 и 2009 годах восемь новых ИИТ были созданы в Гандхинагаре, Джодхпуре, Хайдарабаде, Индоре, Патне, Бхубанешваре, Ропаре и Манди. Следуя тому же процессу отбора с 1972 года, в 2012 году Технологический институт индуистского университета Банарас стал членом ИИТ.
В 2015—2016 годах было основано шесть новых ИИТ в Тирупати, Палаккаде, Дхарваде, Бхилаи, Гоа и Джамму, утвержденных посредством поправки к законопроекту 2016 года, а также преобразование Индийского института технологий в Дханбаде в ИИТ Дханбад.
Общая сумма ассигнований центрального правительства на бюджет 2017—2019 годов для всех индийских технологических институтов (ИИТ) составила немногим более 70 млрд фунтов стерлингов (1,0 млрд долларов США). Однако совокупные средства, потраченные индийскими студентами на высшее образование в Соединенных Штатах, были примерно в шесть раз больше, чем центральное правительство тратит на все ИИТ.